# Kristen Skjeldal
Kristen Skjeldal (* 27. Mai 1967 in Voss) ist ein ehemaliger norwegischer Skilangläufer.

## Werdegang
Kristen Skjeldal ist ausgebildeter Zimmermann und startet für den Verein Bulken IL. Im März 1989 startete er erstmals in Falun im Skilanglauf-Weltcup. Beim Rennen über 30 Kilometer belegte er mit Platz sieben auf Anhieb eine Platzierung unter den Top Ten. 1991 nahm der Norweger im Val di Fiemme erstmals an einer Nordischen Skiweltmeisterschaft teil. Im Rennen über 15 Kilometer wurde er Siebter. Im ersten Rennen nach der WM in Lahti über 30 Kilometer gewann er sein erstes und auch einziges Rennen im Weltcup. 1992 startete Skjeldal in Albertville erstmals bei Olympischen Spielen. Über zehn Kilometer belegte er Platz 38, über 50 Kilometer Rang 20. Mit der norwegischen Staffel, zu der neben ihm auch Terje Langli, Vegard Ulvang und Bjørn Dæhlie gewann er die Goldmedaille. Zwei Jahre später in Lillehammer wurde Skjeldal 18. über 30 Kilometer.
In den folgenden zehn Jahren gehört Skjeldal immer zur Weltspitze. Bestes Ergebnis bei einer Weltmeisterschaft war Platz sechs über 50 Kilometer bei den Nordischen Skiweltmeisterschaften 1999 in Ramsau. Nachdem er sich gegen die starke nationale Konkurrenz nicht für die Olympischen Spiele 1998 in Nagano qualifizieren konnte, startete er nach dem Gewinn der norwegischen Titel über 10 und 15 Kilometer 2002 in Salt Lake City in drei Rennen. Der größte Erfolg wurde der Gewinn des Staffelwettbewerbs mit Anders Aukland, Frode Estil und Thomas Alsgaard. Der größte Einzelerfolg wurde der Gewinn der Bronzemedaille über 30 km Freistil hinter den Österreichern Christian Hoffmann und Michail Botwinow. Er profitierte dabei von der Aberkennung der Goldmedaille des überführten Dopingsünders Johann Mühlegg.
Seit 2006 startete Skjeldal seltener bei internationalen Wettbewerben. Sein letzter Weltcupstart war im März 2008 am Holmenkollen in Oslo über 50 Kilometer, wo er den 15. Rang belegte. In den darauffolgenden Jahren startete er mehrmals bei FIS-Rennen sowie bei den norwegischen Meisterschaften und konnte dabei teils beachtenswerte Platzierungen erreichen. So belegte er bei den norwegischen Meisterschaften 2012 im Alter von fast 45 Jahren über 50 Kilometer den ausgezeichneten 8. Rang und konnte dabei unter anderem mehrere aktive Weltcupläufer hinter sich lassen. Sein bislang letzter Start war im April 2016 bei den norwegischen Meisterschaften in Beitostølen.
Skjeldal gewann mehrere nationale Einzel-Meistertitel sowie mit dem Team Bulken mehrfach Medaillen in den Teamwettbewerben, darunter 1996 die Silbermedaille. 148-mal startete er in Einzel-Weltcuprennen und kam dabei elfmal auf das Podium. Auch sein Bruder Gudmund Skjeldal startete international für Norwegen. Gudmund verfasste eine Biografie, Den siste langrennaren, über seinen Bruder.

## Weltcupsiege

### Einzel
| Nr. | Datum         | Ort   | Disziplin                      |
| --- | ------------- | ----- | ------------------------------ |
| 1.  | 03. März 1991 | Lahti | 30 km Freistil Individualstart |

### Team
| Nr. | Datum             | Ort            | Disziplin           |
| --- | ----------------- | -------------- | ------------------- |
| 1.  | 26. November 2000 | Beitostølen    | 4 × 10 km-Staffel 1 |
| 2.  | 09. Dezember 2000 | Santa Caterina | 4 × 5 km-Staffel 2  |
| 3.  | 10. März 2002     | Falun          | 4 × 10 km-Staffel 3 |
| 4.  | 14. Dezember 2003 | Davos          | 4 × 10 km-Staffel 4 |
| 5.  | 20. März 2005     | Falun          | 4 × 10 km-Staffel 5 |